# Дрожжин, Михаил Иванович
Михаил Иванович Дрожжин (10 января 1901, с. Мячково, Бронницкий уезд, Московская губерния, Российская империя — октябрь 1970, Киев, Украинская ССР, СССР) — советский государственный и партийный деятель. Первый секретарь Сталинского обкома КП(б) Украины (1943—1944). Депутат Верховного Совета Украинской ССР I созыва (1938—1947). Член Ревизионной комиссии КП(б) Украины (1938—1949).

## Биография
Родился 10 января 1901 в селе Мячково Бронницкого уезда Московской губернии Российской империи (ныне село в составе городского округа Коломна Московской области России; по данным газет 1938 — родился в городе Луганске), в семье рабочего-кузнеца. С 1909 по 1912 учился в Пушкинской школе города Луганска. С 1912 по 1914 год – ученик ремесленного заводского училища в Луганске.
Трудовую деятельность начал в мае 1914 токарем Луганского паровозоремонтного завода Гартмана. Работал на паровозоремонтном заводе до 1922 года.
В 1919 году, как рядовой красноармеец, участвовал в обороне Луганска от войск генерала Деникина. В 1921 году вступил в комсомол.
В 1922-1925 годах - в Красной армии. Служил в пограничном отряде войск ГПУ Крыма в Севастополе.
С марта 1925 по май 1929 - токарь Луганского паровозоремонтного завода имени Октябрьской революции.
Член ВКП(б) с 1926 г. Член Ревизионной комиссии КП(б) Украины (1938—1949).
В 1929-1930 годах - член правления Луганского окружного кредитного союза.
В 1930-1932 годах – председатель правления Луганского районного колхозного союза (колхозцентра), член правления Луганского районного отраслевого кооперативного общества по заготовке зерновых культур (райкоопзерно).
В 1932-1937 годах - старший мастер 11-го и 12-го прогонов новопаровозного цеха Луганского (Ворошиловградского) паровозоремонтного завода имени Октябрьской революции. 
С 1933 по 1934 год без отрыва от производства учился в Луганском вечернем коммунистическом университете.
- 1937—1938 гг. — второй секретарь Ворошиловградского городского комитета КП(б) Украины,
- 1938—1940 гг. — первый секретарь Краматорского городского комитета КП(б) Украины,
- 1941 г. — третий секретарь Сталинского областного комитета КП(б) Украины,
- 1941—1943 гг. — член Военного Совета
- 1943—1944 гг. — первый секретарь Сталинского областного комитета КП(б) Украины,
- 1944—1948 гг. — второй секретарь Черниговского областного комитета КП(б) Украины.

В сентябре 1954 - октябре 1970 года - начальник хозяйственного управления Министерства внутренних дел РСФСР.
Умер в октябре 1970 года в Киеве.